# آی‌سی‌های سری ۷۴۰۰

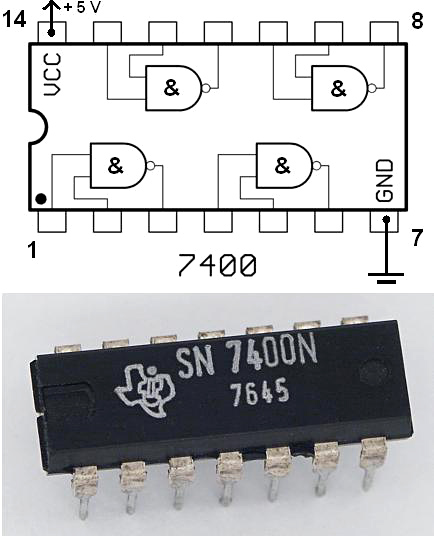
چیپ ۷۴۰۰، شامل چهار گیت نند است. پیشوند SN دلالت بر این دارد که این چیپ ساخته تگزاس اینسترومنتس است. پسوند N نیز کد اختصاصی سازنده برای بسته‌بندی دیپ آن است. اعداد خط دوم (۷۶۴۵) نیز نشان دهنده تاریخ ساخت آن است یعنی چهل و پنجمین هفته از سال ۱۹۷۶.

آی‌سی‌های سری۷۴۰۰ (انگلیسی: 7400-series integrated circuits) از محبوب‌ترین چیپ‌های منطقی خانواده‌های منطقی منطق ترانزیستور-ترانزیستور (تی‌تی‌ال) بودند. در سال ۱۹۶۴، تگزاس اینسترومنتس اولین اعضای سری پکیج‌های نیمه‌رسانای سرامیکی یعنی SN5400s را معرفی کرد. یک سری با پلاستیکی به صرفه‌تر یعنی SN7400 در سال ۱۹۶۶ معرفی شد که به سرعت ۵۰% از بازار چیپ‌های منطقی را به دست آورد و در نهایت به یک استاندارد در اجزای الکترونیکی تبدیل شد.